# Pupilas lejanas
«Pupilas lejanas» es una exitosa canción interpretada por la banda argentina de reagge y ska Los Pericos, que está incluida en su séptimo álbum de estudio, titulado Mystic Love y lanzada en el año 1999, bajo la discográfica EMI Music.

## Origen y significado
La canción fue escrita por Fernando Hortal (Bahiano) y Diego Blanco, y la letra se refiere a quien parece estar atrapado en una situación de espera y reflexión, posiblemente sobre una relación o un momento difícil de su vida.

## Lista de canciones

### CD - Promo
| Pupilas lejanas — Sencillo |                   |          |  |
| N.º                        | Título            | Duración |  |
| 1.                         | «Pupilas lejanas» | 3:25     |  |

## Posiciones en las listas
| Listas (1999)                                   | Posición |
| ----------------------------------------------- | -------- |
| Estados Unidos Billboard Hot Latin Tracks       | 98       |
| Estados Unidos Billboard Tropical Songs Airplay | 67       |

## Premios y nominaciones
| Año  | Publicación | País | Lista                                 | Puesto |
| ---- | ----------- | ---- | ------------------------------------- | ------ |
| 2006 | Alborde     | EUA  | 500 canciones del Rock Iberoamericano | 57°    |